# Tamarugal
Tamarugal – prowincja w Chile położona w regionie Tarapacá. Jej stolicą jest miasto Pozo Almonte. Według danych na rok 2012 prowincję zamieszkiwały 20 053 osoby, a gęstość zaludnienia wyniosła 0,51 os./km².

## Klimat
Średnia temperatura wynosi 22 °C. Najcieplejszym miesiącem jest październik (26 °C), a najzimniejszym jest lipiec (16 °C). Średnie opady wynoszą 69 milimetrów rocznie. Najbardziej wilgotnym miesiącem jest luty (20 milimetrów opadów), a najbardziej suchym jest kwiecień (1 milimetr opadów).